# Cyril Lovesey
Alfred Cyril Lovesey fue un ingeniero británico, figura clave en el desarrollo del motor aeronáutico Rolls-Royce Merlin.

## Primeros años
Lovesey nació en 1899 en Hereford. Era hijo de Alfred y de Jessie Lovesey. Asistió a la Broomy Hill Academy y al instituto de Hereford. Se formó en la Universidad de Brístol, obteniendo en 1923 un bachiller universitario en ciencias.

## Carrera
Se incorporó al 'Departamento Experimental de Rolls-Royce' en 1923, bajo la dirección de Ernest Hives. Trabajó tanto en motores de automóviles como en motores aeronáuticos, siendo el representante de la compañía para el soporte del motor Rolls-Royce R durante sus pruebas en Calshot para las carreras del Trofeo Schneider en 1929 y 1931. Lovesey fue un defensor de las pruebas de vuelo y estableció un centro en la base de la RAF de Hucknall, donde era ingeniero de desarrollo de vuelo. Sus servicios también fueron utilizados por Malcolm Campbell durante sus intentos de récord de velocidad en tierra con sus vehículos Bluebird.
En 1930, Lovesey recibió el Certificado de Aviación No. 9350 por el Royal Aero Club. A finales de los años 1930, Lovesey (que era conocido como 'Lov' en los códigos de personal de Rolls-Royce) comenzó a trabajar con otros colaboradores en el desarrollo del nuevo Rolls-Royce Merlin y justo antes del inicio de la Batalla de Inglaterra fue puesto a cargo del programa de desarrollo. Su contribución al Merlin, duplicando su potencia y mejorando su fiabilidad al mismo tiempo, fue un gran logro. Después de la guerra, Lovesey adaptó el Merlin para su uso civil y luego comenzó el desarrollo de un turborreactor con su trabajo en el Rolls-Royce Avon.
En 1957, Lovesey se convirtió en 'Jefe de Ingenieros (Motores Aeronáuticos)', y luego en subdirector de ingeniería y miembro de la junta directiva de la División de Motores Aeronáuticos. Se retiró en 1964, pero se contó de nuevo con él junto con Arthur Rubbra y Stanley Hooker para solucionar los problemas de desarrollo relacionados con el motor Rolls-Royce RB211 turbofan. Murió en 1976.

## Honores y premios
- El 9 de enero de 1946 fue nombrado Oficial de la Orden del Imperio Británico.[5]
- El 11 de junio de 1966 fue nombrado Comendador de la Orden del Imperio Británico.[6]